# هولبورن (محطة مترو أنفاق لندن)
هولبورن (بالإنجليزية: Holborn)‏ هي إحدى محطات مترو أنفاق لندن. تقع على خط سينترال وبيكاديلي، أفتتحت في المنطقة (Zone) رقم 1 أفتتحت في 15 ديسمبر 1906.